# Урсаке, Андрей
Андрей Урсаке (рум. Andrei Ursache, род. 10 мая 1984) — румынский регбист, проп французского клуба «Каркасон» из Про Д2 и сборной Румынии. Брат регбиста Валентина Урсаке.

## Биография
В регби дебютировал в возрасте 22 лет, до этого работал лесорубом. Начинал карьеру в клубе «Аурел Влайку» из Арада, в 2010 году стал игроком клуба «Бая-Маре», откуда ушёл его брат, а позже в сезоне 2011/2012 сыграл в Европейском кубке вызова за «Бухарест» («Букурешти Вулвз»). С 2012 года играет за «Каркасон», хотя перед этим был на просмотре в «Кардифф Блюз». 4 февраля 2012 года дебютировал за сборную Румынии матчем в Бухаресте против Португалии. В 2015 году выступал на чемпионате мира, сыграв 4 встречи.